# Championnat de Belgique de hockey sur gazon 2024-2025
Navigation
2023-2024 2025-2026
La saison 2024-2025 de la Top Hockey League est la 105e saison masculine de la première division belge.

## Format
Il n'y a pas de changement de format par rapport à la dernière saison. Le nombre d'équipes présentes reste le même, à savoir 12. En fonction des résultats des barrages, il y a de nouveau deux à trois descentes pour deux à trois montées. 

### Introduction d'un best of three
Le 18 mai 2024, la Top Hockey League et les dirigeants des clubs se penchent sur des éventuels changements de format dont un best of three (des matchs en deux manches gagnantes) en vue des play-offs et le vainqueur de la phase régulière directement en finale. Cependant, la DH a décidé de garder son format actuel soit un top 4 qui joue les play-offs.

## Clubs participants
Daring

Léopold

Orée

Racing

| Club           | Classement 2023-2024 | Entraîneur                                                        | Ville                | Province ou région            |
| -------------- | -------------------- | ----------------------------------------------------------------- | -------------------- | ----------------------------- |
| La Gantoise    | 1er                  | Pascal Kina                                                       | Gand                 | Province de Flandre-Orientale |
| Waterloo Ducks | 2e                   | Emily Calderon                                                    | Waterloo             | Province du Brabant wallon    |
| Dragons        | 3e                   | Jeroen Baart                                                      | Brasschaat           | Province d'Anvers             |
| Léopold        | 4e                   | Agustín Corradini (septembre-novembre) Maxime Bertrand (mars-mai) | Uccle                | Région de Bruxelles-Capitale  |
| Braxgata       | 5e                   | Philippe Goldberg                                                 | Boom                 | Province d'Anvers             |
| Racing         | 6e                   | Jean-Michel de Witte                                              | Uccle                | Région de Bruxelles-Capitale  |
| Herakles       | 7e                   | Gilles Verdussen                                                  | Lierre               | Province d'Anvers             |
| Orée           | 8e                   | Facundo Callioni                                                  | Woluwe-Saint-Pierre  | Région de Bruxelles-Capitale  |
| Uccle Sport    | 9e                   | Sofie Gierts                                                      | Uccle                | Région de Bruxelles-Capitale  |
| Daring         | 10e                  | Gregory Herman                                                    | Molenbeek-Saint-Jean | Région de Bruxelles-Capitale  |
| Beerschot      | 1er (D2)             | Christophe de Cleene                                              | Kontich              | Province d'Anvers             |
| Namur          | 2e (D2)              | Manuel Brunet                                                     | Saint-Servais        | Province de Namur             |

### Nombre d'équipes par province
| Nombre d'équipes | Province ou région            | Équipe(s)                                 |
| ---------------- | ----------------------------- | ----------------------------------------- |
| 5                | Région de Bruxelles-Capitale  | Daring - Léopold - Orée - Racing - Uccle  |
| 4                | Province d'Anvers             | Beerschot - Braxgata - Dragons - Herakles |
| 1                | Province de Flandre-Orientale | La Gantoise                               |
| 1                | Province du Brabant wallon    | Waterloo Ducks                            |
| 1                | Province de Namur             | Namur                                     |
| 12               |                               |                                           |

## Phase classique du championnat

### Déroulement
En phase classique, les 12 équipes s'affrontent 22 fois chacun soit 11 fois chacun en deux manches aller et retour sous formes d'un tournoi toutes rondes, l'équipe gagnante marque 3 points, 1 point pour les deux équipes en cas de match nul et l'équipe perdante ne marque aucun point. À l'issue de la phase classique, les quatre premières équipes se qualifient pour les demi-finales des playoffs dont la première équipe se qualifie également et directement pour l'Euro Hockey League 2025-2026, la dixième équipe joue les barrages contre le troisième de la Nationale 1 et les deux dernières équipes sont directement reléguées en Nationale 1.
Le calendrier de la saison est dévoilé le 17 juillet 2024.

### Critères de départage
En cas d'égalité de points entre plusieurs équipes, les critères suivants sont appliqués dans l'ordre indiqué pour établir leur classement:
1. Plus grand nombre de victoires,
2. Meilleure différence de buts,
3. Plus grand nombre de buts marqués,
4. Plus grand nombre de points marqués entre les équipes concernées.

### Classement
| Rang | Équipe            | Pts | J  | G  | N | P  | Bp | Bc  | Diff |
| ---- | ----------------- | --- | -- | -- | - | -- | -- | --- | ---- |
| 1    | La Gantoise T EHL | 52  | 22 | 16 | 4 | 2  | 90 | 39  | +51  |
| 2    | Léopold           | 46  | 22 | 14 | 4 | 4  | 77 | 35  | +42  |
| 3    | Braxgata          | 45  | 22 | 13 | 6 | 3  | 70 | 39  | +31  |
| 4    | Waterloo Ducks    | 44  | 22 | 14 | 2 | 6  | 70 | 47  | +23  |
| 5    | Dragons           | 38  | 22 | 11 | 5 | 6  | 76 | 42  | +34  |
| 6    | Orée              | 38  | 22 | 11 | 5 | 6  | 59 | 44  | +15  |
| 7    | Herakles          | 31  | 22 | 9  | 4 | 9  | 58 | 52  | +6   |
| 8    | Uccle Sport       | 30  | 22 | 9  | 3 | 10 | 60 | 74  | -14  |
| 9    | Racing            | 24  | 22 | 7  | 3 | 12 | 55 | 65  | -10  |
| 10   | Beerschot P       | 18  | 22 | 5  | 3 | 14 | 48 | 71  | -23  |
| 11   | Daring            | 8   | 22 | 2  | 2 | 18 | 36 | 85  | -49  |
| 12   | Namur P           | 1   | 22 | 0  | 1 | 21 | 21 | 127 | -106 |

|  | Club qualifié pour les Play-offs                        |
|  | Club qualifié pour les Barrages de promotion/relégation |
|  | Club relégué en Nationale 1 2025-2026                   |

### Domicile et extérieur
| Rang | Équipe            | Pts | J  | G | N | P  | Bp | Bc | Diff |
| ---- | ----------------- | --- | -- | - | - | -- | -- | -- | ---- |
| 1    | La Gantoise T EHL | 28  | 11 | 9 | 1 | 1  | 52 | 19 | +33  |
| 2    | Léopold           | 23  | 11 | 7 | 2 | 2  | 40 | 17 | +23  |
| 3    | Waterloo Ducks    | 22  | 11 | 7 | 1 | 3  | 41 | 22 | +19  |
| 4    | Braxgata          | 20  | 11 | 6 | 2 | 3  | 38 | 20 | +18  |
| 5    | Dragons           | 19  | 11 | 5 | 4 | 2  | 42 | 21 | +21  |
| 6    | Orée              | 18  | 11 | 5 | 3 | 3  | 25 | 18 | +7   |
| 7    | Uccle Sport       | 16  | 11 | 5 | 1 | 5  | 28 | 32 | -4   |
| 8    | Herakles          | 15  | 11 | 4 | 3 | 4  | 29 | 28 | +1   |
| 9    | Racing            | 14  | 11 | 4 | 2 | 5  | 32 | 29 | +3   |
| 10   | Beerschot P       | 13  | 11 | 4 | 1 | 6  | 26 | 32 | -6   |
| 11   | Daring            | 3   | 11 | 1 | 0 | 10 | 16 | 38 | -22  |
| 12   | Namur P           | 1   | 11 | 0 | 1 | 10 | 15 | 60 | -45  |

| Rang | Équipe            | Pts | J  | G | N | P  | Bp | Bc | Diff |
| ---- | ----------------- | --- | -- | - | - | -- | -- | -- | ---- |
| 1    | Braxgata          | 25  | 11 | 7 | 4 | 0  | 32 | 19 | +13  |
| 2    | La Gantoise T EHL | 24  | 11 | 7 | 3 | 1  | 38 | 20 | +18  |
| 3    | Léopold           | 23  | 11 | 7 | 2 | 2  | 37 | 18 | +19  |
| 4    | Waterloo Ducks    | 22  | 11 | 7 | 1 | 3  | 29 | 25 | +4   |
| 5    | Orée              | 20  | 11 | 6 | 2 | 3  | 34 | 26 | +8   |
| 6    | Dragons           | 19  | 11 | 6 | 1 | 4  | 34 | 21 | +13  |
| 7    | Herakles          | 16  | 11 | 5 | 1 | 5  | 29 | 24 | +5   |
| 8    | Uccle Sport       | 14  | 11 | 4 | 2 | 5  | 32 | 42 | -10  |
| 9    | Racing            | 10  | 11 | 3 | 1 | 7  | 23 | 36 | -13  |
| 10   | Beerschot P       | 5   | 11 | 1 | 2 | 8  | 22 | 39 | -17  |
| 11   | Daring            | 5   | 11 | 1 | 2 | 8  | 20 | 47 | -27  |
| 12   | Namur P           | 0   | 11 | 0 | 0 | 11 | 6  | 67 | -61  |

### Résultats
| Résultats (dom.\ext.)                                      | BEE | BRAX | DARI | DRAG | GANT | HERA | LEOP | NAMU | OREE | RACI | UCCLE | WADU |
| Beerschot                                                  |     | 2-4  | 3-1  | 1-2  | 0-4  | 1-3  | 1-7  | 5-0  | 4-1  | 2-5  | 4-2   | 3-3  |
| Braxgata                                                   | 3-2 |      | 8-0  | 2-4  | 2-2  | 2-2  | 2-0  | 6-0  | 1-3  | 3-2  | 9-3   | 0-2  |
| Daring                                                     | 1-2 | 0-2  |      | 2-7  | 1-3  | 2-4  | 4-6  | 2-1  | 0-3  | 1-3  | 1-3   | 2-4  |
| Dragons                                                    | 6-2 | 2-2  | 3-3  |      | 2-3  | 5-4  | 1-3  | 7-0  | 0-0  | 2-2  | 9-1   | 5-1  |
| La Gantoise                                                | 5-0 | 3-5  | 5-2  | 4-1  |      | 5-2  | 1-1  | 9-1  | 4-2  | 7-1  | 5-3   | 4-1  |
| Herakles                                                   | 4-3 | 3-4  | 3-3  | 0-3  | 2-6  |      | 1-1  | 3-1  | 2-0  | 6-1  | 4-4   | 1-2  |
| Léopold                                                    | 1-0 | 2-2  | 7-2  | 2-1  | 4-1  | 3-4  |      | 10-0 | 3-4  | 2-1  | 2-2   | 4-0  |
| Namur                                                      | 3-3 | 1-5  | 1-2  | 0-8  | 0-7  | 1-6  | 2-5  |      | 3-7  | 1-5  | 1-6   | 2-6  |
| Orée                                                       | 3-3 | 0-1  | 4-1  | 2-2  | 3-3  | 1-0  | 1-0  | 3-0  |      | 4-0  | 2-4   | 2-4  |
| Racing                                                     | 5-2 | 3-3  | 3-2  | 2-4  | 2-3  | 2-1  | 2-3  | 5-1  | 5-5  |      | 2-3   | 1-2  |
| Uccle Sport                                                | 4-2 | 1-1  | 5-2  | 3-1  | 1-3  | 1-3  | 1-8  | 7-1  | 2-6  | 2-1  |       | 1-4  |
| Waterloo Ducks                                             | 4-3 | 2-3  | 5-2  | 3-1  | 3-3  | 1-0  | 2-3  | 10-1 | 2-3  | 6-2  | 3-1   |      |
| - Victoire à domicile - Match nul - Victoire à l'extérieur |     |      |      |      |      |      |      |      |      |      |       |      |

## Play-offs

### Tableau
|  | Demi-finales              | Demi-finales              | Demi-finales              | Demi-finales              |                                 |             | Finale                             | Finale                             | Finale                             | Finale                             |
|  |                           |                           |                           |                           |                                 |             |                                    |                                    |                                    |                                    |
|  | 17 mai 2025 & 18 mai 2025 | 17 mai 2025 & 18 mai 2025 | 17 mai 2025 & 18 mai 2025 | 17 mai 2025 & 18 mai 2025 |                                 |             | 24 mai 2025 & 25 mai 2025 à Anvers | 24 mai 2025 & 25 mai 2025 à Anvers | 24 mai 2025 & 25 mai 2025 à Anvers | 24 mai 2025 & 25 mai 2025 à Anvers |
|  | 1                         | La Gantoise               | 2                         | 2                         |                                 |             | 24 mai 2025 & 25 mai 2025 à Anvers | 24 mai 2025 & 25 mai 2025 à Anvers | 24 mai 2025 & 25 mai 2025 à Anvers | 24 mai 2025 & 25 mai 2025 à Anvers |
|  | 1                         | La Gantoise               | 2                         | 2                         |                                 |             | 24 mai 2025 & 25 mai 2025 à Anvers | 24 mai 2025 & 25 mai 2025 à Anvers | 24 mai 2025 & 25 mai 2025 à Anvers | 24 mai 2025 & 25 mai 2025 à Anvers |
|  | 4                         | Waterloo Ducks            | 2                         | 1                         |                                 |             | 24 mai 2025 & 25 mai 2025 à Anvers | 24 mai 2025 & 25 mai 2025 à Anvers | 24 mai 2025 & 25 mai 2025 à Anvers | 24 mai 2025 & 25 mai 2025 à Anvers |
|  | 4                         | Waterloo Ducks            | 2                         | 1                         | 1                               | La Gantoise | 2                                  | 3 (5)tab                           |                                    |                                    |
|  | 17 mai 2025 & 18 mai 2025 |                           |                           |                           | 1                               | La Gantoise | 2                                  | 3 (5)tab                           |                                    |                                    |
|  |                           |                           | 2                         | Léopold                   | 3                               | 2 (3)       |                                    |                                    |                                    |                                    |
|  | 2                         | Léopold                   | 2                         | Léopold                   | 3                               | 2 (3)       | 3                                  | 3                                  |                                    |                                    |
|  | 2                         | Léopold                   |                           |                           |                                 |             |                                    | 3                                  |                                    |                                    |
|  | 3                         | Braxgata                  | 1                         | 4                         |                                 |             |                                    |                                    |                                    |                                    |
|  | 3                         | Braxgata                  | 1                         | 4                         | Match pour l'Euro Hockey League |             |                                    |                                    |                                    |                                    |
|  |                           |                           |                           |                           |                                 |             |                                    |                                    |                                    |                                    |
|  | 24 mai 2025 à Anvers      |                           |                           |                           |                                 |             |                                    |                                    |                                    |                                    |
|  | 4                         | Waterloo Ducks            | 2                         | 2                         |                                 |             |                                    |                                    |                                    |                                    |
|  | 4                         | Waterloo Ducks            | 2                         | 2                         |                                 |             |                                    |                                    |                                    |                                    |
|  | 3                         | Braxgata                  | 3                         | 3                         |                                 |             |                                    |                                    |                                    |                                    |
|  | 3                         | Braxgata                  | 3                         | 3                         |                                 |             |                                    |                                    |                                    |                                    |

|  | Club qualifié pour les quarts de finale de l'Euro Hockey League 2025-2026 |
|  | Club qualifié pour le tour préliminaire de l'Euro Hockey League 2025-2026 |

### Demi-finales
| Match aller       | Waterloo Ducks  | 2 - 2   | La Gantoise                | Waterloo |  |
| 17 mai 2025 15h30 | Domene 16e, 56e | (1 - 2) | 11e Hendrickx · 29e Hellin |          |  |
| 17 mai 2025 15h30 | Rapport         |         |                            |          |  |

| Match retour      | La Gantoise        | 2 - 1   | Waterloo Ducks   | Gand |  |
| 18 mai 2025 15h00 | Hendrickx 15e, 46e | (1 - 0) | 54e Depelsenaire |      |  |
| 18 mai 2025 15h00 | Rapport            |         |                  |      |  |

La Gantoise a gagné 4 - 3 sur l'ensemble des deux matchs.
| Match aller       | Braxgata  | 1 - 3   | Léopold                          | De Schorre, Boom |  |
| 17 mai 2025 15h30 | Loots 20e | (1 - 0) | 45e, 54e A. Verdussen · 50e Boon |                  |  |
| 17 mai 2025 15h30 | Rapport   |         |                                  |                  |  |

| Match retour      | Léopold                     | 3 - 4   | Braxgata                                            | Parc Brugmann, Uccle |  |
| 18 mai 2025 16h00 | Basterra 7e, 23e · Boon 51e | (2 - 1) | 9e Loots · 39e Walsh · 65e De Winter · 67e Luypaert |                      |  |
| 18 mai 2025 16h00 | Rapport                     |         |                                                     |                      |  |

Léopold a gagné 6 - 5 sur l'ensemble des deux matchs.

### Match pour l'Euro Hockey League
| 24 mai 2025 | Braxgata                                    | 3 - 2   | Waterloo Ducks  | Wilrijkse Plein, Anvers                     |                                             |
| 18h15       | De Winter 11e · Van Bavel 19e · Clément 41e | (2 - 0) | 65e, 69e Domene | Arbitrage : Michaël Dutrieux Timothy Hennes | Arbitrage : Michaël Dutrieux Timothy Hennes |
| 18h15       | Rapport                                     |         |                 | Arbitrage : Michaël Dutrieux Timothy Hennes | Arbitrage : Michaël Dutrieux Timothy Hennes |

### Finale
| Match aller       | La Gantoise                 | 2 - 3   | Léopold                | Wilrijkse Plein, Anvers                                                              |                                                                                      |
| 24 mai 2025 16h00 | Casella 32e · Hendrickx 42e | (1 - 1) | 20e, 53e, 62e Basterra | Arbitrage : Thibault Bigaré Lucien Vanderborght Arbitre vidéo : Sébastien Michielsen | Arbitrage : Thibault Bigaré Lucien Vanderborght Arbitre vidéo : Sébastien Michielsen |
| 24 mai 2025 16h00 | Rapport                     |         |                        | Arbitrage : Thibault Bigaré Lucien Vanderborght Arbitre vidéo : Sébastien Michielsen | Arbitrage : Thibault Bigaré Lucien Vanderborght Arbitre vidéo : Sébastien Michielsen |

| Match retour      | Léopold                                   | 2 - 3             | La Gantoise                                | Wilrijkse Plein, Anvers                                                        |                                                                                |
| 25 mai 2025 14h00 | Boon 13e · Basterra 70e                   | (1 - 1)           | 8e Masson · 38e, 50e Hendrickx             | Arbitrage : Laurent Dooms Magali Sergeant Arbitre vidéo : Sébastien Michielsen | Arbitrage : Laurent Dooms Magali Sergeant Arbitre vidéo : Sébastien Michielsen |
| 25 mai 2025 14h00 | Rapport                                   |                   |                                            | Arbitrage : Laurent Dooms Magali Sergeant Arbitre vidéo : Sébastien Michielsen | Arbitrage : Laurent Dooms Magali Sergeant Arbitre vidéo : Sébastien Michielsen |
| 25 mai 2025 14h00 | De Backer · Boon · Basterra · N. Poncelet | Tirs au but 3 - 5 | Casella · Tynevez · Murray · Kina · Hellin | Arbitrage : Laurent Dooms Magali Sergeant Arbitre vidéo : Sébastien Michielsen | Arbitrage : Laurent Dooms Magali Sergeant Arbitre vidéo : Sébastien Michielsen |

5 - 5 sur l'ensemble des deux matchs.

## Barrage de relégation
| Match aller       | Antwerp | 1 - 4   | Beerschot | Brecht |  |
| 24 mai 2025 15h00 |         | (1 - 1) |           |        |  |

| Match retour      | Beerschot | 6 - 2   | Antwerp | Kontich |  |
| 25 mai 2025 15h00 |           | (2 - 0) |         |         |  |

Beerschot a gagné 10 - 3 sur l'ensemble des deux matchs. Les deux équipes restent dans leur division respective pour la prochaine saison.

## Statistiques

### Évolution du classement
| Journée →      | 1  | 2  | 3  | 4  | 5   | 6   | 7  | 8  | 9  | 10 | 11 | 12 | 13   | 14   | 15   | 16 | 17 | 18 | 19 | 20   | 21   | 22 | PO | bar. | rel. |
| Équipe         |    |    |    |    |     |     |    |    |    |    |    |    |      |      |      |    |    |    |    |      |      |    |    |      |      |
| -------------- | -- | -- | -- | -- | --- | --- | -- | -- | -- | -- | -- | -- | ---- | ---- | ---- | -- | -- | -- | -- | ---- | ---- | -- | -- | ---- | ---- |
| Beerschot      | 9  | 10 | 11 | 11 | 11  | 9   | 9  | 10 | 10 | 10 | 10 | 10 | 10   | 10   | 10   | 10 | 10 | 10 | 10 | 10-1 | 10-1 | 10 |    | 16   | 3    |
| Braxgata       | 4  | 3  | 3  | 4  | 2   | 4   | 3  | 3  | 3  | 2  | 2  | 2  | 3-1  | 3-1  | 2-1  | 3  | 3  | 4  | 4  | 3    | 3    | 3  | 22 |      |      |
| Daring         | 11 | 11 | 7  | 9  | 9   | 10  | 10 | 11 | 11 | 11 | 11 | 11 | 11-1 | 11-1 | 11-1 | 11 | 11 | 11 | 11 | 11   | 11   | 11 |    | 2    | 17   |
| Dragons        | 5  | 5  | 5  | 5  | 5   | 5   | 5  | 5  | 4  | 3  | 3  | 3  | 1    | 2    | 3    | 4  | 5  | 6  | 6  | 5    | 5    | 5  | 8  |      |      |
| La Gantoise    | 7  | 4  | 4  | 3  | 4   | 3   | 2  | 2  | 1  | 1  | 1  | 1  | 2-1  | 1-1  | 1-1  | 1  | 1  | 1  | 1  | 1    | 1    | 1  | 21 |      |      |
| Herakles       | 3  | 1  | 1  | 1  | 1   | 1   | 1  | 1  | 2  | 4  | 6  | 5  | 5-1  | 6-1  | 5-1  | 6  | 7  | 7  | 7  | 7    | 7    | 7  | 10 |      |      |
| Léopold        | 7  | 7  | 8  | 6  | 7-1 | 8-1 | 6  | 6  | 5  | 5  | 5  | 6  | 6-1  | 5-1  | 4-1  | 2  | 2  | 2  | 2  | 2    | 2    | 2  | 8  |      |      |
| Namur          | 10 | 12 | 12 | 12 | 12  | 12  | 12 | 12 | 12 | 12 | 12 | 12 | 12-1 | 12-1 | 12-1 | 12 | 12 | 12 | 12 | 12   | 12   | 12 |    | 1    | 21   |
| Orée           | 1  | 6  | 6  | 7  | 8   | 6   | 7  | 7  | 7  | 7  | 7  | 7  | 7-1  | 7-1  | 7-1  | 7  | 6  | 5  | 5  | 6-1  | 6-1  | 6  | 1  |      |      |
| Racing         | 5  | 8  | 10 | 8  | 6   | 7   | 8  | 8  | 8  | 9  | 9  | 9  | 9-1  | 9-1  | 8-1  | 8  | 8  | 8  | 8  | 8    | 9    | 9  |    | 1    |      |
| Uccle Sport    | 12 | 9  | 9  | 10 | 10  | 11  | 11 | 9  | 9  | 8  | 8  | 8  | 8-1  | 8-1  | 9-1  | 9  | 9  | 9  | 9  | 9    | 8    | 8  |    | 2    | 3    |
| Waterloo Ducks | 2  | 1  | 2  | 2  | 3-1 | 2-1 | 4  | 4  | 6  | 6  | 4  | 4  | 4-1  | 4-1  | 6-1  | 5  | 4  | 3  | 3  | 4    | 4    | 4  | 18 |      |      |

À l'issue d'une journée, plusieurs équipes étaient classées ex æquo selon tous les points du règlement :
1. ↑  À l'issue de la 1re journée, les équipes de Dragons et Racing sont toutes les deux ex æquo et classées à la 5e place, La Gantoise et Léopold sont toutes les deux ex æquo et classées à la 7e place.
2. ↑  À l'issue de la 2e journée, les équipes de Herakles et Waterloo Ducks sont toutes les deux ex æquo et classées à la 1re place.

En exposant rouge, le nombre de matches de retard pour les équipes concernées :
1. ↑  En raison des implications au tour préliminaire de l'Euro Hockey League 2024-2025, la rencontre Waterloo Ducks - Léopold, comptant pour la 5e journée est reportée au 18 octobre 2024, soit entre les 6e et 7e journées.
2. ↑  En raison des matchs internationaux du 3 au 25 février 2025, toutes les rencontres à l'exception de Dragons - Beerschot, comptant pour la 13e journée sont reportées au 28 mars 2025, soit entre les 15e et 16e journées.
3. ↑  En raison d'une panne d'arrosage à la fin de la 1re mi-temps, la 2e mi-temps de la rencontre Orée - Beerschot, comptant pour la 20e journée est retardée au 8 mai 2025, soit entre les 21e et 22e journées.

### Meilleurs buteurs
|    | Buteur              | Club           | FG | PC | PS | Total |
| -- | ------------------- | -------------- | -- | -- | -- | ----- |
| 1  | Alexander Hendrickx | La Gantoise    | 0  | 50 | 2  | 52    |
| 2  | Tomás Domene        | Waterloo Ducks | 13 | 25 | 3  | 41    |
| 3  | José Basterra       | Léopold        | 12 | 18 | 1  | 31    |
| 4  | Tom Boon            | Léopold        | 19 | 9  | 0  | 28    |
| 5  | Nicolás della Torre | Dragons        | 0  | 23 | 0  | 23    |
| 6  | Pau Cunill          | Herakles       | 0  | 16 | 2  | 18    |
| 7  | Loick Luypaert      | Braxgata       | 0  | 14 | 3  | 17    |
| 8  | Roman Duvekot       | La Gantoise    | 16 | 0  | 0  | 16    |
| 8  | Jeff de Winter      | Braxgata       | 11 | 5  | 0  | 16    |
| 10 | Lucas Martínez      | Dragons        | 13 | 0  | 0  | 13    |
| 10 | Juan Amoroso        | Uccle Sport    | 0  | 10 | 3  | 13    |

## Parcours en coupes d'Europe
Le parcours des clubs belges en coupes d'Europe est important puisqu'il détermine le coefficient EHF, et donc le nombre de clubs belges présents en coupes d'Europe les années suivantes.

### Parcours européens des clubs
| Club           | Compétition        | Résultat              | Ultime(s) adversaire(s) |
| -------------- | ------------------ | --------------------- | ----------------------- |
| La Gantoise    | Euro Hockey League | Vainqueur             | Bloemendaal             |
| Waterloo Ducks | Euro Hockey League | 1er tour préliminaire | Surbiton                |
| Léopold        | Euro Hockey League | Quarts de finale      | La Gantoise             |

### Coefficient EHF du championnat belge
Le classement EHF de la fin de saison 2024-2025 permet d'établir la répartition et le nombre d'équipes pour les coupes d'Europe de la saison 2025-2026.
| Ecart avec le premier 2025 | Ecart avec le troisième 2024 | Rang 2025 | Rang 2024 | Évolution     | 2022-2023 (25 %) | 2023-2024 (50 %) | 2024-2025 (100 %) | Coefficient | Places en Euro Hockey League |
| -------------------------- | ---------------------------- | --------- | --------- | ------------- | ---------------- | ---------------- | ----------------- | ----------- | ---------------------------- |
| -10.333                    | 2.500                        | 2         | 2         | en stagnation | 6.000            | 9.000            | 22.000            | 37.000      | 3                            |